# Paszk (herb szlachecki)
Paszk (Pasch, Pasche, Paschen, Paschki, Paschwitz, Pasz, Paś, Drzewica odmienny, Księżyc odmienny) – polski herb szlachecki.

## Opis herbu
Opis zgodnie z klasycznymi regułami blazonowania:
W polu błękitnym półksiężyc z twarzą (okiem w prawo), srebrny, pomiędzy dwiema gwiazdami złotymi w słup. Nad hełmem bez korony klejnot: słońce z twarzą złote. Labry błękitne, podbite złotem.

## Najwcześniejsze wzmianki
Wariant podstawowy znany z mapy Pomorza Lubinusa z roku 1618, ponadto przytaczają go: Ledebur (Adelslexikon der preussichen Monarchie von...), Bagmihl (Pommersches Wappenbuch), Nowy Siebmacher, Żernicki (Der polnische Adel) i Uruski (Rodzina. Herbarz szlachty polskiej).